# Figueras (Allande)
Figueras es un lugar perteneciente a la parroquia de Villavaser, en el concejo de Allande, comarca del Narcea, Principado de Asturias, España.